# Wiesenfelden
Wiesenfelden è un comune tedesco di 3 626 abitanti, situato nel land della Baviera.